# Промышленность Фуцзяни

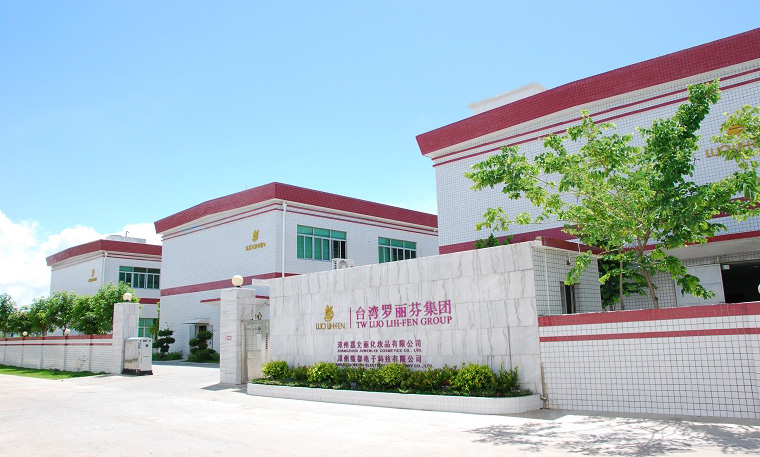
Офис тайваньской компании Luo Lih-Fen Group в Сямыне

Приморская провинция Фуцзянь входит в десятку крупнейших промышленных регионов Китая. Её обрабатывающая промышленность тесно связана с промышленностью соседних провинций Гуандун и Чжэцзян, а также с промышленностью Тайваня (тайваньские компании лидируют среди иностранных инвесторов в промышленный сектор Фуцзяни). В Фуцзяни производят автомобильные комплектующие (включая аккумуляторы и стекло), автобусы, дисплеи, компьютеры, телекоммуникационное оборудование и электронные комплектующие (включая микросхемы), цветные и чёрные металлы, химическую и фармацевтическую продукцию, упаковочные материалы, спортивные товары (включая одежду, обувь и аксессуары), пищевые продукты, напитки и комбикорма. 

## Общие сведения
В 2024 году экспорт Фуцзяни составил 174 млрд долларов США (6-е место среди всех провинций Китая), импорт — 106 млрд долл. (7-е место среди всех провинций Китая). Основными статьями экспорта являются электрические аккумуляторы (17 млрд долл.), резиновая обувь (5,7 млрд долл.), мебель (3,81 млрд долл.), текстильная обувь (3,6 млрд долл.), звуковые носители, сельскохозяйственная и фармацевтическая продукция; основными статьями импорта — железная руда (11,6 млрд долл.), сырая нефть (10,6 млрд долл.), медная руда (8,19 млрд долл.), угольные брикеты (5,91 млрд долл.), ферросплавы (3,75 млрд долл.), природный газ и сельскохозяйственная продукция. Ведущими торговыми партнерами провинции по экспорту являются США, Германия, Япония, Вьетнам и Тайвань; по импорту — Индонезия, Австралия, США, Саудовская Аравия и Тайвань.

## Крупнейшие компании
Среди крупных промышленных компаний Фуцзяни преобладают частные и публичные компании. По итогам 2023 года крупнейшими промышленными компаниями Фуцзяни по объёму выручки являлись:
- CATL (400,9 млрд юаней)
- Zijin Mining Group (293,4 млрд юаней)
- Dadonghai Industrial Group (113,5 млрд юаней)
- Fujian Energy and Petrochemical Group (67,8 млрд юаней)
- Jinhuan High Fiber (57,5 млрд юаней)
- Anta Sports Products Group (54 млрд юаней)
- Guangyuan Recycling Resources (50 млрд юаней)
- Sansteel Group (48,3 млрд юаней)
- Fujian Electronics & Information Group (40,7 млрд юаней)
- Xiamen Tungsten Company (39,4 млрд юаней)
- Fuhai Chuang Petrochemical (37,9 млрд юаней)
- Billion Group (33,6 млрд юаней)
- Fuyao Glass (33,1 млрд юаней)
- Chengtun Mining Group (24,4 млрд юаней)
- Hengan International Group (23,7 млрд юаней)
- Changyuan Textile (21,5 млрд юаней)
- Aonong Biological Technology Group (19,4 млрд юаней)
- King Long Motor Group (19,4 млрд юаней)
- Dali Foods Group (18,8 млрд юаней)
- Sunner Development (18,5 млрд юаней)
- Star-Net Communication (15,9 млрд юаней)

## Географическое распределение

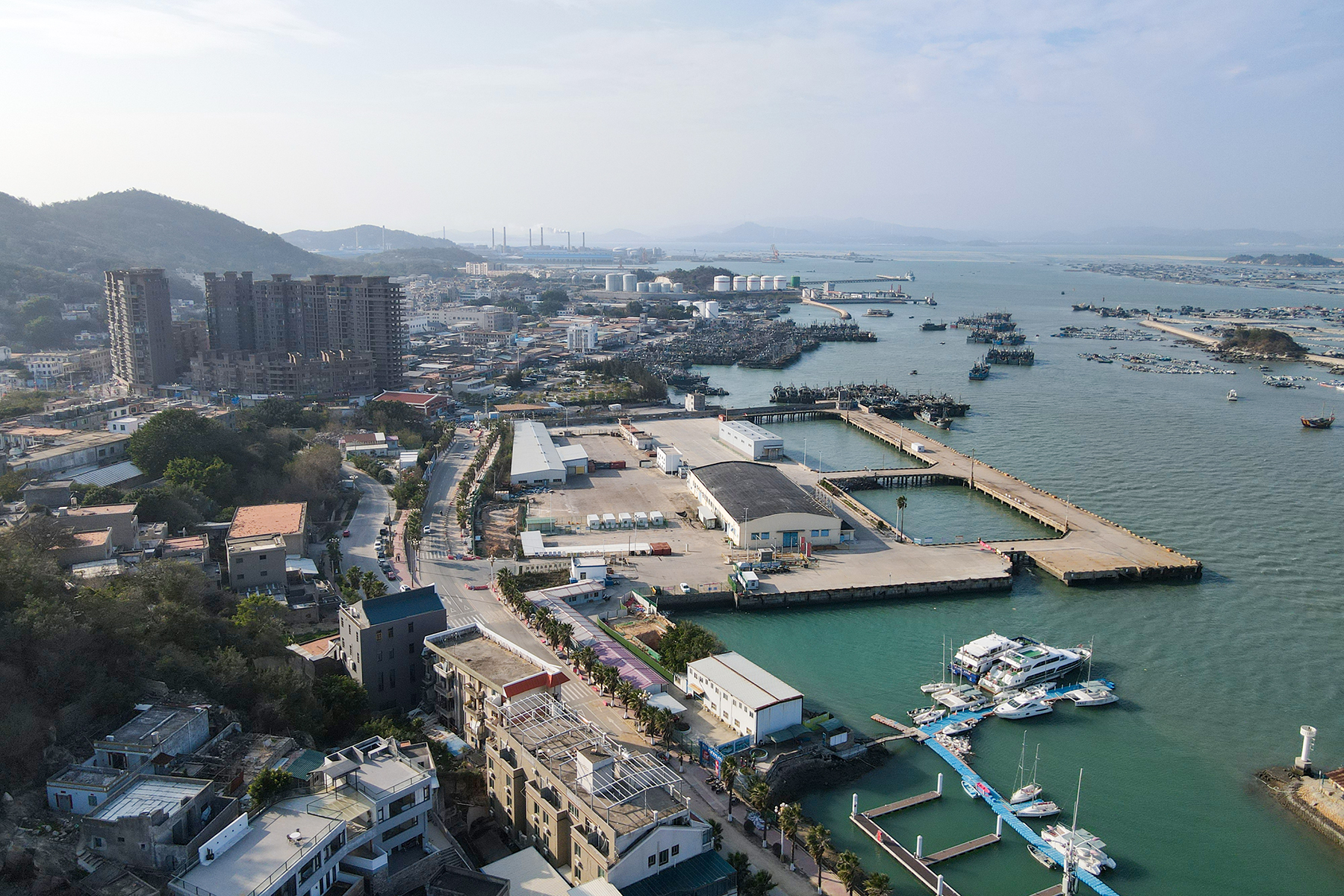
Промышленная зона в Дуншане

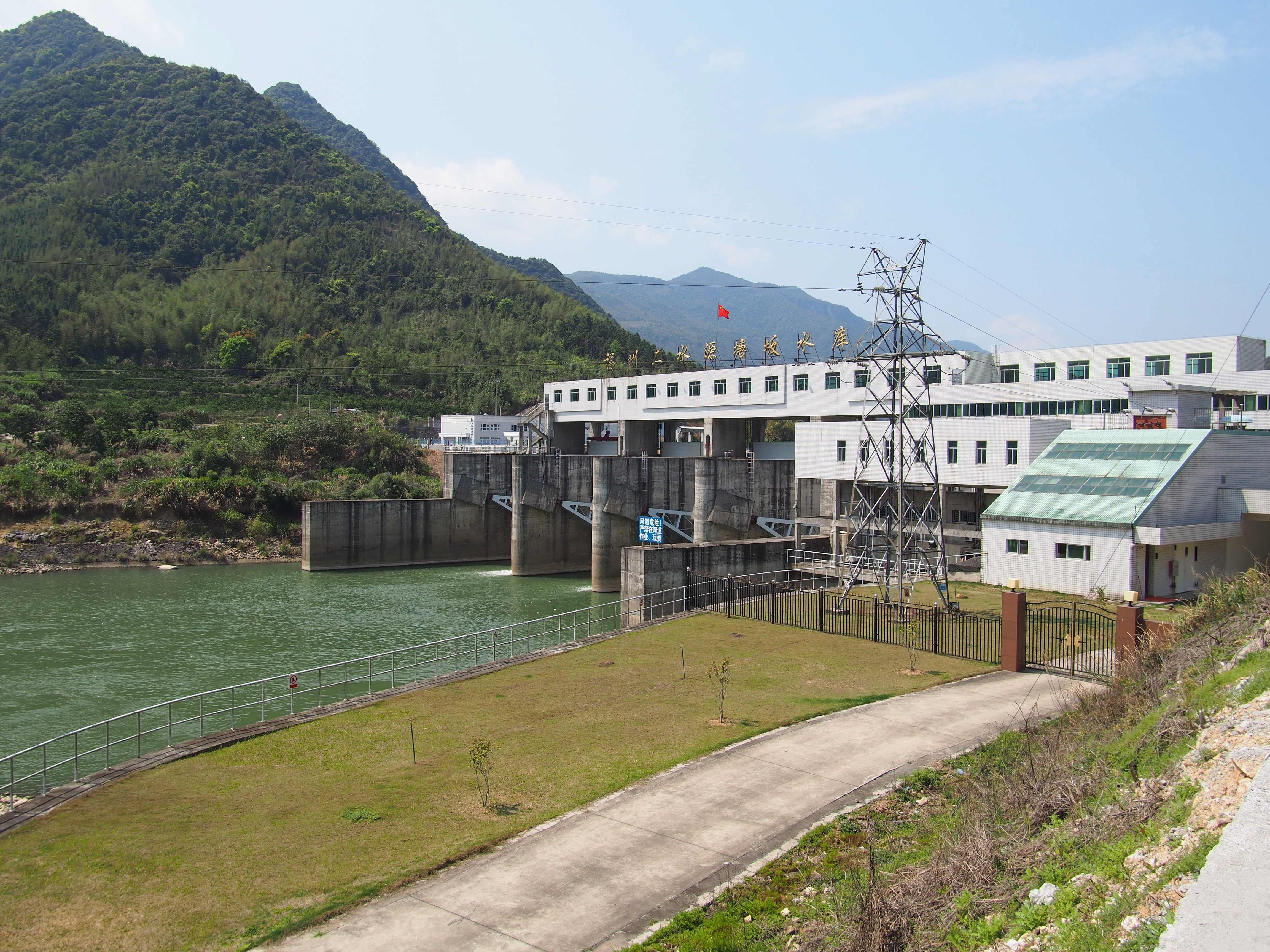
ГЭС в Ляньцзяне

Наибольшая концентрация промышленных предприятий имеется в прибрежных округах Фуцзяни (Фучжоу, Цюаньчжоу, Сямынь, Чжанчжоу, Путянь и Ниндэ), в то время как три горных округа (Лунъянь, Саньмин и Наньпин) специализируются на обработке сельскохозяйственной продукции, древесины и металлургического сырья. Около 40 % ВВП провинции приходится на «Золотой треугольник Миньнань» (Сямынь, Цюаньчжоу и Чжанчжоу). Ориентированные на экспорт предприятия тяготеют к портам Сямыня, Фучжоу и Цюаньчжоу.

### Товарная специализация
- Фучжоу — химическая и нефтехимическая продукция (включая синтетические волокна и ткани, пластиковые трубы и коробы), автомобили и автокомплектующие, дисплеи и мониторы, платёжные терминалы, микросхемы и телекоммуникационное оборудование, морские суда, компрессоры и насосы, сталь, стекло, пищевые продукты (включая морепродукты) и напитки, целлюлоза и бумага.
  - Фуцин — автомобильное и строительное стекло, дисплеи и мониторы, химическая и нефтехимическая продукция, ветрогенераторы.
  - Ляньцзян — морские суда, пищевые продукты (морепродукты).
  - Миньхоу — пищевые продукты (лапша), изделия из бамбука.
  - Пинтань — пищевые продукты (рыбные консервы) и соль.
- Цюаньчжоу — химическая и нефтехимическая продукция (включая синтетические волокна и ткани), спортивная и повседневная одежда и обувь, целлюлозно-бумажная продукция (включая упаковку и гигиенические средства), пищевые продукты и напитки (включая хлебобулочные и кондитерские изделия), микросхемы, сантехника, фармацевтические препараты, сталь, игрушки и сувениры.
  - Цюаньган — химическая и нефтехимическая продукция.
  - Хуэйань — химическая и нефтехимическая продукция.
  - Цзиньцзян — зонты, сумки, одежда и обувь, микросхемы.
  - Юнчунь — ароматические вещества и благовония.
  - Шиши — одежда и обувь.
  - Наньань — сантехника.
- Сямынь — электротехника и электроника (включая микросхемы, дисплеи и мониторы, бытовую технику, осветительные приборы, компьютеры и серверы), автобусы, погрузчики, дорожно-строительная и сельскохозяйственная техника, автокомплектующие, компрессоры, морские суда, пищевые продукты и напитки, химические, фармацевтические и биотехнологические изделия (включая плёночные материалы, углеродное волокно и лекарства), целлюлозно-бумажная продукция (включая упаковку и этикетки), медицинское оборудование, очки, цветные металлы, сталь и металлические конструкции, готовая одежда и обувь, сантехника, мебель и беспилотные летательные аппараты.
  - Хайцан — электроника, морские суда, химическая и нефтехимическая продукция (включая синтетические волокна и ткани, пластмассы, резину), фармацевтика и биотехнологии, металлы, строительные материалы.
- Чжанчжоу — химическая, нефтехимическая и фармацевтическая продукция, электроника и электротехника (включая осветительные приборы), автомобильные колёса, пищевые продукты и напитки (включая чай), комбикорма, сталь.
  - Чжанпу — химическая и нефтехимическая продукция.
  - Наньцзин — пищевые продукты и напитки, текстиль, цемент и древесина.
- Ниндэ — автомобильные аккумуляторы и другие автокомплектующие, грузовые автомобили, системы накопления и хранения энергии, пищевые продукты и напитки (включая морепродукты, грибы, чай и хлебобулочные изделия), химические материалы для литиевых батарей, нержавеющая сталь и никель, металлоизделия (ножи и ножницы).
  - Фудин — пищевые продукты и напитки (включая чай).
  - Сяпу — пищевые продукты и напитки (включая морепродукты).
  - Гутянь — пищевые продукты и напитки (включая грибы).
  - Чжэжун — ножи и ножницы.
- Путянь — резиновая и текстильная обувь, готовая одежда, автомобили, автомобильные и мотоциклетные шины, лакокрасочная продукция, пищевые продукты и напитки, стройматериалы.
- Лунъянь — цветные металлы, редкоземельные и магнитные материалы, дорожно-строительная, логистическая и коммунально-санитарная техника, оборудование для очистки воздуха, воды и утилизации отходов, пищевые продукты и напитки, сигареты, спортивный инвентарь, готовая одежда и обувь, древесина и пиломатериалы, строительные материалы.
  - Ляньчэн — спортивные товары (биты, мячи, перчатки, обувь), пищевые продукты и напитки.

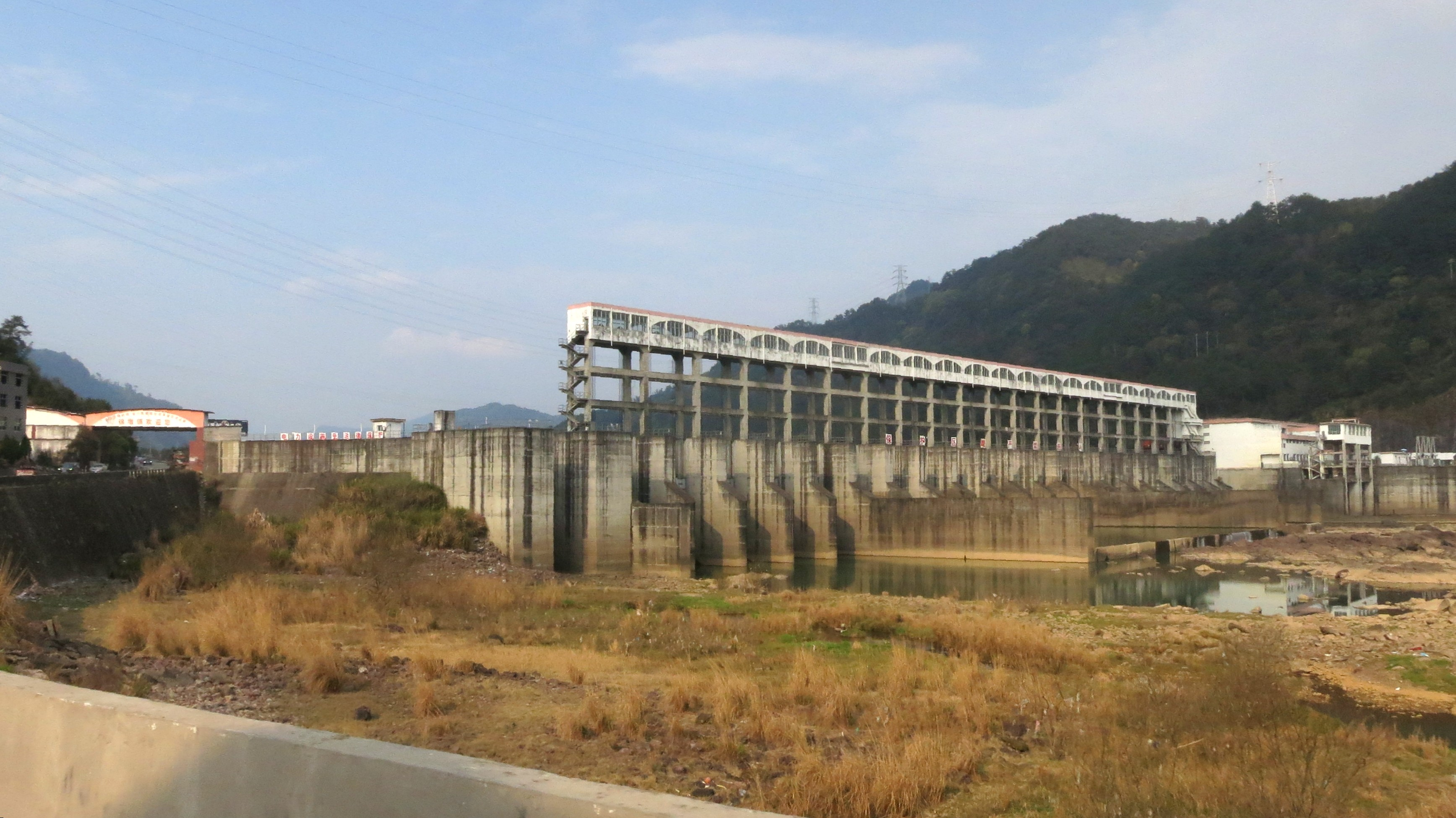
ГЭС в Цзяньоу

- Саньмин — пищевые продукты и напитки, древесина и пиломатериалы, целлюлоза и бумага, строительные материалы, сталь и металлоконструкции, грузовые автомобили и автокомплектующие, химическая продукция (включая материалы для аккумуляторов).
- Наньпин — пищевые продукты и напитки (включая мясные изделия и чай), древесина и пиломатериалы, силовые кабели и провода, бытовые электробатареи, химическая продукция (включая древесный активированный уголь и скипидар), стройматериалы и сигареты.
  - Уишань — пищевые продукты и напитки (включая чай).
  - Чжэнхэ — пищевые продукты и напитки (включая чай), бамбуковые изделия.

### Зонирование
В Фуцзяни расположено несколько крупных промышленных кластеров:
- Fuzhou Economic and Technological Development Zone (Мавэй)
- Dongshan Economic and Technological Development Zone (Дуншань)
- Haicang Economic and Technological Development Zone (Хайцан)
- Quanzhou Economic and Technological Development Zone (Цзиньцзян)
- Xiamen Torch Hi-Tech Industrial Development Zone (Хули)
- Fuzhou Free Trade Zone (Мавэй)
- Xiamen Free Trade Zone (Хули)
- Fuzhou Hi-tech Industry Park (Гулоу)
- Fujian Hi-tech Innovation Park (Гулоу)
- Gulei Petrochemical Park (Чжанпу)
- Fengshan Industrial Park (Лунхай)
- Xiamen Export Processing Zone (Хайцан)
- Fuzhou Software Park (Гулоу)
- Jimei Taiwan Merchant Investment Area (Цзимэй)
- Xinglin Taiwan Merchant Investment Area (Цзимэй)

## Автомобильная промышленность

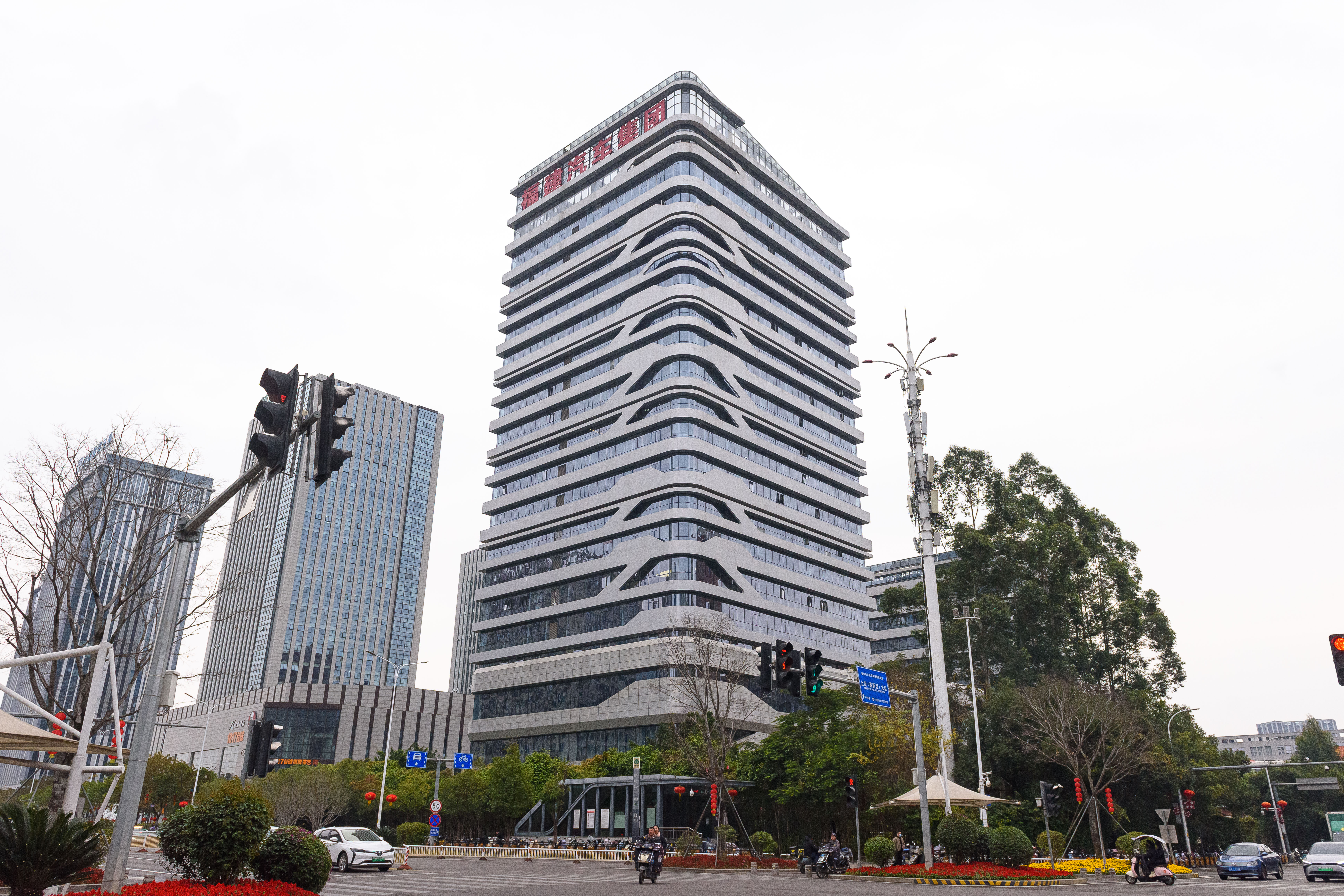
Штаб-квартира Fujian Motor Industry Group в Фучжоу

Фуцзянь занимает одно из лидирующих мест в Китае по производству автомобильных комплектующих, включая аккумуляторы, стёкла, колёса, шины и системы электроусилителя руля. Также в провинции производят пассажирские автобусы, легковые и коммерческие автомобили, самосвалы и мусоровозы. 
- Contemporary Amperex Technology (Ниндэ) — автомобильные аккумуляторы[8].
  - CATL-FAW Auto Battery (Ниндэ) — автомобильные аккумуляторы.
- Fuyao Glass (Фучжоу) — автомобильное стекло[9].
  - Fujian Wanda Automobile Glass Industry (Фучжоу) — автомобильное стекло[10].
- Fujian Motor Industry Group[англ.] (Фучжоу) — легковые и коммерческие автомобили[11].
  - Fujian Benz Automotive (Фучжоу) — коммерческие автомобили[12].
- King Long Motor Group (Сямынь) — пассажирские автобусы[13].
  - King Long United Automotive Industry (Сямынь) — пассажирские автобусы.
  - Golden Dragon Bus (Сямынь) — пассажирские автобусы[14].
- South East Motor (Фучжоу) — легковые автомобили[15].
- Yudo Auto[англ.] (Путянь) — легковые автомобили.
- JTEKT Steering System[англ.] (Сямынь) — системы электроусилителя руля[16][17].
- Sinotruk Fujian Haixi Automobile (Саньмин) — самосвалы, фургоны, мусоровозы, краны и шасси.
- Tsingtuo Heavy Industries (Ниндэ) — карьерные грузовики и автокомплектующие.
- Zhengxing Wheel Group (Чжанчжоу) — автомобильные колёса[18].
- Sunrise Group (Сямынь) — автомобильные колёса и диски[19].
- HMT New Technical Materials (Сямынь) — подушки и ремни безопасности[20].
- Giti Tire Fujian[англ.] (Путянь) — автомобильные и мотоциклетные шины[21].
- Haian Rubber Group (Путянь) — шины для грузовиков и горнодобывающей техники.
- CALB (Сямынь) — автомобильные аккумуляторы.

## Электронная и электротехническая промышленность
Провинция производит широкий ассортимент промышленной и бытовой электроники и электротехники — телевизоры, мониторы, сенсорные экраны и другие дисплеи; различные микросхемы (включая чипы памяти, силовые чипы, светодиоды и фотодиоды), полупроводниковые пластины и пластины солнечных элементов; телекоммуникационное и сетевое оборудование (включая компьютеры, серверы, роутеры, коммутаторы и системы бесперебойного питания); электронные и электротехнические компоненты, в том числе кабели и провода, контроллеры, реле, датчики, конденсаторы, трансформаторы, распределительные устройства и выключатели; осветительное оборудование; бытовую технику (включая холодильники, стиральные и посудомоечные машины, кухонные электроплиты, микроволновые печи, кондиционеры, вытяжки, водонагреватели, электрические зубные щётки, фены, миксеры, блендеры, соковыжималки, музыкальные проигрыватели, наушники, пульты дистанционного управления и игровые контроллеры); смартфоны и умные часы; системы накопления и хранения энергии, бытовые аккумуляторы и пальчиковые электробатареи; платёжные терминалы, кардридеры и другие системы идентификации штрих-кодов; системы умного дома; лазерное оборудование; датчики дыма, медицинские датчики и электронные сигареты.
- Contemporary Amperex Technology (Ниндэ) — системы накопления и хранения энергии[8].
- Fujian Electronics & Information Group (Фучжоу) — дисплеи, микросхемы и телекоммуникационное оборудование[22]. 
  - Jinhua Integrated Circuit (Цюаньчжоу) — чипы памяти для мобильных телефонов, компьютеров, серверов и электромобилей[23].
  - Holitech Technology (Фучжоу) — модули дисплеев, сенсорных экранов и камер[24].
- Star-Net Communication (Фучжоу) — сетевое и телекоммуникационное оборудование[25].
- Sanan Optoelectronics (Сямынь) — полупроводниковые пластины, светодиоды и фотодиоды, силовые чипы и устройства, лазеры[26].
  - Sanan Semiconductor Technology (Цюаньчжоу) — микросхемы.
  - Sanan Integrated Circuit (Сямынь) — микросхемы.
- Hongfa Technology (Сямынь) — электротехническое оборудование, в том числе реле, датчики и конденсаторы[27].
  - Hongfa Electroacoustic (Сямынь) — реле и промышленные контроллеры[28].
- Nanping Sun Cable (Наньпин) — силовые кабели и провода[29].
- Ruijie Networks (Фучжоу) — сетевое и телекоммуникационное оборудование, в том числе роутеры и коммутаторы[30].
- Furi Electronics (Фучжоу) — телекоммуникационное и осветительное оборудование, бытовая техника[31].
- Citychamp Dartong Advanced Materials (Фучжоу) — электромагнитные провода[32].
- Kehua Data (Сямынь) — системы бесперебойного питания[33].
- Newland Digital Technology[англ.] (Фучжоу) — платёжные терминалы, системы идентификации штрих-кодов и телекоммуникационное оборудование[34].
  - Newland Science & Technology Group (Фучжоу) — системы цифрового телевидения и интернета вещей[35].
  - Newland Payment Technology (Фучжоу) — платёжные терминалы.
- Leedarson IoT Technology (Сямынь) — светодиодные осветительные приборы, системы умного дома и микросхемы[36][37].
  - Leedarson Lighting (Чжанчжоу) — осветительные приборы[38].
- Hongxin Electronics (Сямынь) — микросхемы для дисплеев, смартфонов и автомобильной электроники[39].
- Faratronic (Сямынь) — электронные комплектующие, включая конденсаторы и трансформаторы[40].
- Intretech (Сямынь) — пульты дистанционного управления, игровые контроллеры, автомобильные проигрыватели, датчики дыма, медицинские датчики и электронные сигареты[41].
- Rockchip Electronics (Фучжоу) — интегральные схемы для бытовой электроники, автомобилей, смартфонов и серверов[42].
- Amoi Technology (Сямынь) — смартфоны, умные часы, наушники, телевизоры, холодильники, стиральные машины, кухонные плиты, кондиционеры, вытяжки, водонагреватели и электрические зубные щётки.
- Nanfu Battery[англ.] (Наньпин) — бытовые электробатареи[43].
- Tecnon Electronics (Чжанчжоу) — осветительные приборы, дисплеи и фотоэлектрические знаки[44].
- Changelight (Сямынь) — оптоэлектронные микросхемы, светодиоды, пластины солнечных элементов и лазеры[45].
- Tatwah Smartech (Фучжоу) — микросхемы для телевизоров и дисплеев, телекоммуникационное оборудование[46].
- Dell China (Сямынь) — компьютеры и серверы[47].
- TPV Electronics Fujian (Фучжоу) — компьютерные мониторы и телевизоры[48].
- BOE Optoelectronics Technology (Фучжоу) — компьютерные мониторы и телевизоры.
- Tianma Microelectronics (Сямынь) — дисплеи для смартфонов, планшетов, автомобилей и медицинских приборов[49].
- AUO Corporation (Сямынь) — дисплеи для смартфонов, планшетов и ноутбуков[50].
- ABB Xiamen Switchgear (Сямынь) — электротехническое оборудование, в том числе распределительные устройства и выключатели[51].
- Schneider Electric (Сямынь) — электротехническое оборудование.
- Silan Microchip Manufacturing (Сямынь) — микросхемы.
- United Microelectronics Corporation (Сямынь) — микросхемы.
- Landi Commercial Equipment (Фучжоу) — платёжные терминалы и кардридеры[52].
- Clenergy Technology (Сямынь) — фотоэлектрические трекеры и кронштейны, распределительные коробки[53].
- Hua Ying Technology Group (Фучжоу) — дисплеи для ноутбуков, планшетов и смартфонов[54].
- TDK Xiamen (Сямынь) — электронные компоненты[55].

## Производство промышленного и транспортного оборудования

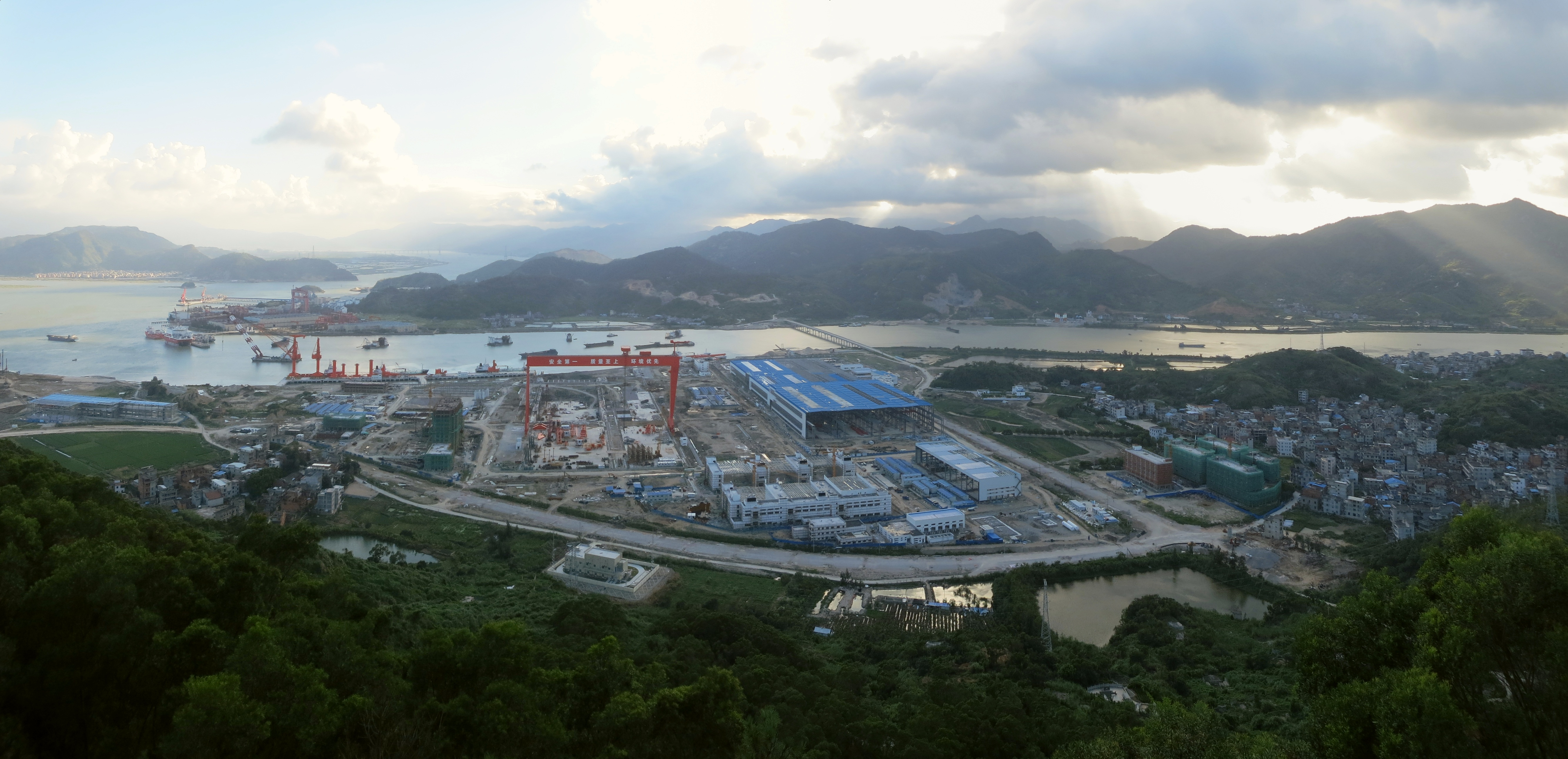
Судоверфь New Mawei Shipbuilding в Ляньцзяне

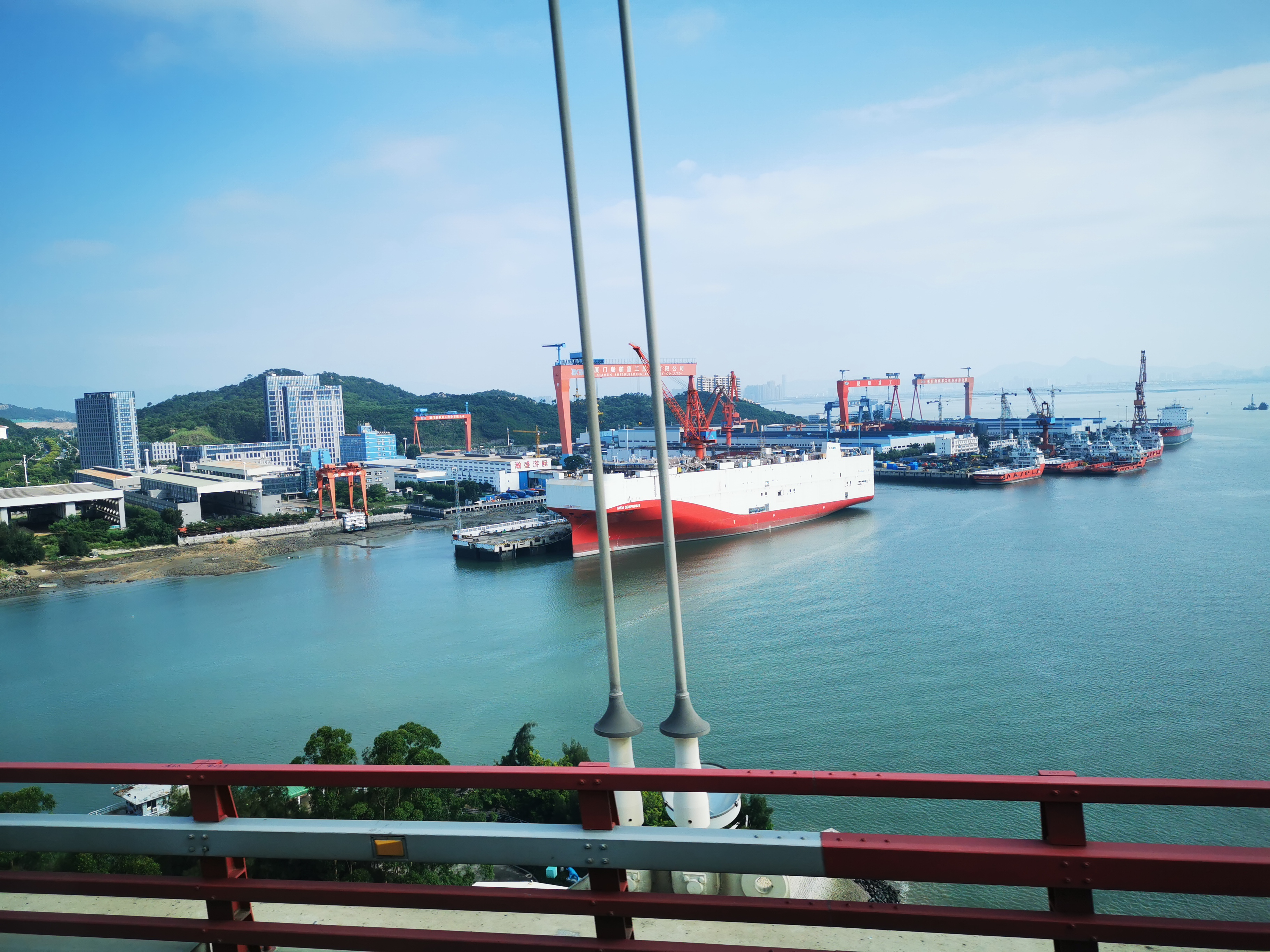
Судоверфь Xiamen Shipbuilding Industry в Сямыне

Фуцзянь производит дорожно-строительную, логистическую и сельскохозяйственную технику (включая тракторы, экскаваторы, бульдозеры, грейдеры, катки, погрузчики и уборочные комбайны); санитарное и коммунальное оборудование (включая мусоровозы, подметальные и пожарные машины, промышленные пылесосы); оборудование для очистки воздуха, воды и утилизации отходов; компрессоры, насосы, холодильное и сушильное оборудование, системы кондиционирования и отопления; текстильное и пищевое оборудование, подшипники и электроинструменты; нефтегазовые платформы, морские и речные суда (включая танкеры, ролкеры, баржи и буксиры).
- Lonking Holdings (Лунъянь) — дорожно-строительная и логистическая техника[56].
- Longking Company (Лунъянь) — оборудование для очистки воздуха, воды и утилизации отходов, датчики контроля[57].
- Fulongma Group (Лунъянь) — санитарное и коммунальное оборудование, включая мусоровозы, подметальные машины и промышленные пылесосы[58].
- Snowman Group (Фучжоу) — компрессоры, тепловые насосы, холодильное оборудование и системы кондиционирования[59].
- Longxi Bearing Group (Чжанчжоу) — подшипники, редукторы и шестерни[60].
- Raynen Technology (Фучжоу) — системы управления для вязальных машин[61].
- Voke Mold & Plastic Engineering (Сямынь) — литьевые формы и детали для автозапчастей, электроники и бытовых товаров[62].
- XGMA Machinery (Сямынь) — дорожно-строительная и сельскохозяйственная техника[63].
- Linde Forklift Truck (Сямынь) — логистическая техника, включая погрузчики[64].
- East Asia Machinery Industrial (Сямынь) — воздушные компрессоры, холодильное и сушильное оборудование[65].
- Mugin (Сямынь) — беспилотные летательные аппараты.
- Spectrum Brands Industrial[англ.] (Сямынь) — электроинструменты.

### Судостроительная промышленность
- Fujian Shipbuilding Industry Group (Фучжоу)[66]
  - Fujian Southeast Shipbuilding (Фучжоу) — суда для обслуживания нефтегазовых платформ, буксиры, спасательные и рыболовные суда.
  - Fujian Mawei Shipbuilding (Фучжоу) — буровые платформы, буксиры и суда для обслуживания нефтегазовых платформ.
- Xiamen Shipbuilding Industry (Сямынь) — газовые танкеры, ролкеры, инженерные баржи, стальные конструкции и оборудование для нефтегазовых платформ[67].

## Химическая промышленность
Крупнейшими химическими компаниями Фуцзяни являются: 
- Contemporary Amperex Technology (Ниндэ) — химические материалы для литиевых батарей[8].
- Fujian Energy and Petrochemical Group (Фучжоу) — нефтепереработка и нефтехимия.
  - Fujian Petrochemical Industrial Group (Фучжоу).
  - Fujian Energy Group (Фучжоу)[68].
- Billion Group (Цюаньчжоу) — химические материалы для пластиковой тары и промышленных тканей.
- SKSHU Paint (Путянь) — лакокрасочная продукция, клеи и стеновые покрытия[69].
- Citychamp Dartong Advanced Materials (Фучжоу) — химические материалы для литиевых батарей[32].
- Wanhua Chemical Fujian (Фучжоу) — химическая и нефтехимическая продукция.
- Fujian Southeast Electrochemical (Фучжоу) — поливинилхлорид, каустическая сода, соляная кислота, жидкий хлор[70].
- Kaixin Battery Materials[англ.] (Ниндэ) — химические материалы для литиевых батарей.
- Sinolong New Materials (Сямынь) — плёночные материалы[71].
- Yuanli Active Carbon (Наньпин) — древесный активированный уголь[72].
- Fujian Green Pine (Наньпин) — скипидар, ароматизаторы и косметика[73].
- Cheng Shin Rubber (Сямынь) — велосипедные и мотоциклетные шины.
- Hexafluo Chemicals (Саньмин) — фторированные химикаты.

### Нефтеперерабатывающая и нефтехимическая промышленность
Крупнейшие нефтехимические комбинаты расположены в Цюаньчжоу (Цюаньгане и Хуэйане), Чжанчжоу (Чжанпу) и Фучжоу (Фуцине).
- Нефтехимический комбинат Fujian Petrochemical (Цюаньчжоу) — совместное предприятие Fujian Petrochemical Industrial Group и Sinopec.
  - Нефтехимический завод Fujian Refining and Petrochemical (Цюаньчжоу) — совместное предприятие Fujian Petrochemical, ExxonMobil и Saudi Aramco[74][75].
  - Газоперерабатывающий завод Fujian Linde (Цюаньчжоу) — совместное предприятие Fujian Petrochemical и The Linde Group.
- Нефтехимический комбинат SABIC Fujian Petrochemical (Чжанчжоу) — совместное предприятие SABIC и Fujian Petrochemical Industrial Group.
- Нефтехимический комбинат Fuhai Chuang Petrochemical (Чжанчжоу) — дочернее предприятие Fujian Petrochemical Industrial Group[76][77].
- Нефтехимический завод Fujian Zhongjing Petrochemical (Фучжоу).
- Нефтехимический завод Sinochem Holdings (Цюаньчжоу).
- Нефтехимический завод Xianglu Petrochemicals (Сямынь)[78].

### Фармацевтическая и биотехнологическая промышленность
Крупнейшими фармацевтическими и биотехнологическими компаниями Фуцзяни являются:
- Pientzehuang Pharmaceutical (Чжанчжоу)[79]
- Jiulongjiang Group (Чжанчжоу)[80]
- Guizhentang Pharmaceutical[англ.] (Цюаньчжоу)[81]
- Amoytop Biotech (Сямынь)[82]
- Amoy Diagnostics (Сямынь)[83]
- Zeesan Biotech (Сямынь)[84]
- Innovax Biotech[англ.] (Сямынь)
- Boson Biotech (Сямынь)

## Пищевая и табачная промышленность
Основу пищевой промышленности Фуцзяни составляет первичная обработка, глубокая переработка, расфасовка и упаковка местных сельскохозяйственных продуктов. В провинции выращивают чай, рис, батат, пшеницу, ячмень, сахарный тростник, рапс, арахис, табак, лонган, личи, помело, побеги бамбука, листовые овощи, грибы, оливки и морскую капусту. Также в Фуцзяни производят мясные продукты (свинину, курятину, утятину), рыбные и морепродукты (морские ушки и жёлтый горбыль), растительные масла, специи и приправы, маринованные овощи, сахар, молочные продукты и детское питание, лапшу, печенье, булочки, пирожные, крекеры, чипсы, сухарики, различные напитки (прохладительные и энергетические, в том числе ореховые, соевые и молочные напитки, зелёный и травяной чай), комбикорма для животноводства, птицеводства и разведения рыбы.
- Aonong Biological Technology Group (Чжанчжоу) — свинина и комбикорма[85].
- Dali Foods Group (Цюаньчжоу) — хлебобулочные и кондитерские изделия, чипсы и напитки[86].
- Sunner Development (Наньпин) — курятина[87].
  - Sunner Food (Наньпин) — курятина.
- Anjoy Foods Group (Сямынь) — замороженные мясные, рыбные, соевые и рисовые продукты, в том числе лапша, пельмени, пирожки и тофу[88].
- Yinlu Foods Group[англ.] (Сямынь) — консервы, детские каши, лапша и протеиновые напитки[89][90].
- Tianma Science and Technology Group (Фучжоу) — комбикорма и угри[91].
- Kingdomway Group (Сямынь) — пищевые добавки, усилители вкуса, ферменты и витамины[92].
- Haixin Foods (Фучжоу) — замороженные рыбные, мясные и рисовые продукты, в том числе мясные шарики, булочки, крабовые палочки, тофу[93].
- Tianfu Tea Industry[англ.] (Чжанчжоу) — чёрный, зелёный и бирюзовый чай[94].
- Tan Company[англ.] (Чжанчжоу) — консервированные грибы, кукуруза, личи, рыба и морепродукты[95].
- QinQin Foodstuff (Цюаньчжоу) — желе, крекеры, чипсы, конфеты, печенье, приправы и рисовое вино[96].
- Swire Coca-Cola Beverages (Сямынь) — прохладительные напитки[97].
- Longyan Tobacco Industrial (Лунъянь) — сигареты[98].
- Fujian Tobacco Company (Наньпин) — сигареты.

## Текстильная и швейная промышленность
Фуцзянь занимает лидирующие позиции в Китае по производству спортивной и повседневной одежды и обуви, синтетических волокон и тканей, а также рюкзаков, сумок и чемоданов. Крупнейшими компаниями сектора являются:
- Anta Sports Products (Сямынь) — спортивная одежда, обувь и аксессуары[99].
- Billion Industrial Holdings (Цюаньчжоу) — синтетические волокна и ткани[100].
  - Billion Polymerization Fiber Technology Industrial (Цюаньчжоу) — синтетические волокна[101].
- Changyuan Textile (Фучжоу) — синтетическая и смешанная пряжа[102].
- Xtep International (Сямынь) — спортивная одежда, обувь и аксессуары[103].
- 361 Degrees International[англ.] (Сямынь) — спортивная одежда, обувь и аксессуары[104].
- Septwolves Industry (Цюаньчжоу) — готовая одежда[105].
- Joeone (Сямынь) — готовая одежда[106].
- Highsun Holding Group (Фучжоу) — синтетические волокна и ткани[107].
- Eversun Holdings (Фучжоу) — синтетические волокна и ткани.
  - Eversun Jinjiang (Фучжоу) — нейлоновая пряжа[108].
  - Yongrong Holdings Group (Фучжоу) — синтетические волокна.
- Jinlun Fiber (Фучжоу) — синтетические волокна и ткани[109].
- Peak Sport Products (Цюаньчжоу) — спортивная одежда, обувь и аксессуары[110].
- Erke Sports Products[англ.] (Цюаньчжоу) — спортивная одежда, обувь и аксессуары[111][112].
- Qiaodan Industry / Zhongqiao Sports (Сямынь) — спортивная одежда, обувь и аксессуары[113].
- Xingye Leather Technology (Цюаньчжоу) — кожевенное сырьё для обуви и сумок[114].
- SBS Zipper Science & Technology (Цюаньчжоу) — молнии для одежды, обуви и сумок[115].
- Xin Hee (Сямынь) — готовая одежда, обувь, сумки и ремни[116].
- ECCO Xiamen (Сямынь) — обувь[117].
- Quanzhou Athletic Shoes & Garments (Цюаньчжоу) — спортивная одежда, обувь и аксессуары[118].
- Tries Garments (Путянь) — готовая одежда[119].

## Металлургия и металлообработка
Фуцзянь производит широкий ассортимент цветных и чёрных металлов, редкоземельные и магнитные материалы, а также стальные конструкции и листы, металлическую фольгу и банки.
- Zijin Mining Group (Лунъянь) — золото, серебро, медь, цинк, свинец, железо, вольфрам, кобальт, молибден, никель и литий[120][121].
  - Zijin Mining Group Gold Smelting (Лунъянь) — золото.
- Dadonghai Industrial Group (Фучжоу) — сталь.
- Sansteel Group (Саньмин) — сталь.
  - Sansteel Minguang (Саньмин) — сталь[122].
  - Quanzhou Minguang (Цюаньчжоу) — сталь.
  - Luoyuan Minguang (Фучжоу) — сталь.
  - Zhangzhou Minguang (Чжанчжоу) — сталь.
  - Sangang Group (Саньмин) — обработка стальных изделий[123].
- Xiamen Tungsten Company (Сямынь) — вольфрам, молибден и магнитные материалы[124][125].
  - XTC New Energy Materials (Сямынь) — катодные материалы для аккумуляторов[126].
  - XTC New Energy Materials (Саньмин) — материалы для аккумуляторов.
  - Golden Dragon Rare-Earth (Лунъянь) — редкоземельные и магнитные материалы.
- Chengtun Mining Group (Сямынь) — медь, олово, вольфрам, цинк, свинец, золото и серебро[127].
- Sanbao Steel (Чжанчжоу) — сталь[128].
- Sunrise Group (Фучжоу) — металлические банки для напитков и консервные банки[129].
- Sunrise Group (Сямынь) — строительные стальные конструкции, в том числе для зданий, мостов и ограждений[19].
- Tsingtuo Nickel Industry (Ниндэ) — нержавеющая сталь и никель.
- Xiashun Aluminum Foil (Сямынь) — алюминиевая фольга[130].
- Fujian Rare Earth Group (Фучжоу) — вольфрам, молибден и редкоземельные материалы[131].

## Производство стройматериалов
Фуцзянь является одним из лидеров китайского рынка керамической, пластиковой и металлической сантехники. Также в провинции производят стекло, зеркала, цемент, бетон и железобетонные конструкции.
- Fuyao Glass (Фучжоу) — архитектурное листовое стекло[9].
- Joyou Group (Цюаньчжоу) — смесители, краны, металлические фитинги и клапаны[132].
- Jomoo Kitchen & Bath (Сямынь) — унитазы, ванны, душевые кабины, раковины, смесители и мебель.
- Runner Corporation (Сямынь) — смесители, краны, души, трубы и водные фильтры[133].
- Solex High-Tech Industries (Сямынь) — смесители, краны, души, шланги, душевые кабины и мебель[134].
- R&T Plumbing Technology (Сямынь) — унитазы, биде, писсуары, сливные бачки, раковины, смесители и клапаны[135].
- Fujian Cement (Фучжоу) — цемент и другие строительные смеси[136].

## Деревообрабатывающая и бумажная промышленность

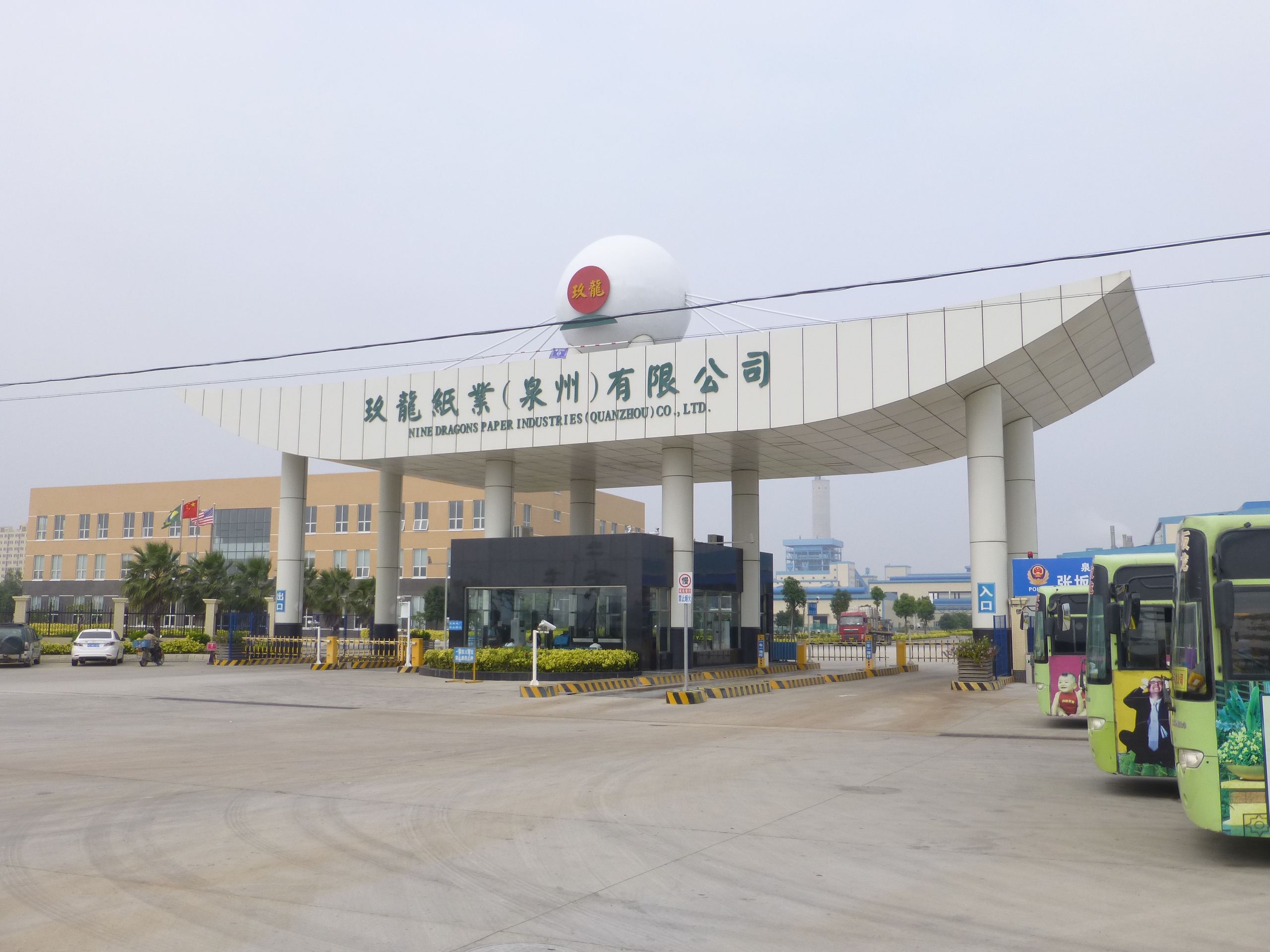
Целлюлозно-бумажная фабрика Nine Dragons Paper в Цюаньчжоу

Фуцзянь имеет значительные мощности по переработке бамбука и древесины, из которых производят целлюлозу, бумагу, картон, пиломатериалы, мебель, двери и окна, деревянную тару (ящики и палеты), прокладки и подгузники, бумажную одноразовую посуду, коробки, бумажные пакеты и мешки.
- Hengan International Group (Цюаньчжоу) — бумажные салфетки и полотенца, туалетная бумага, гигиенические прокладки и подгузники, бумажные стаканчики[137].
- Hexing Packaging Printing (Сямынь) — упаковочная бумага и картон, книги и этикетки[138].
- Nine Dragons Paper (Цюаньчжоу) — упаковочная бумага и картон.
- Jihong Technology (Сямынь) — упаковочная бумага и картон[139].
- GoldenHome Living (Сямынь) — кухонная и мягкая мебель, деревянные двери[140].
- Qingshan Paper Industry (Саньмин) — целлюлоза и бумага[141].
- Liansheng Paper Industry (Чжанчжоу) — упаковочная бумага и картон[142].

## Медицинская продукция
Крупнейшими компаниями отрасли являются: 
- Yarui Optical[англ.] (Сямынь) — очки.
- Comfort Science & Technology Group (Сямынь) — массажные кресла и бытовые массажеры[143].
- Double Medical Technology (Сямынь) — ортопедическое и хирургическое оборудование[144].
- GN Store Nord (Сямынь) — слуховые аппараты.